# Langues panoanes

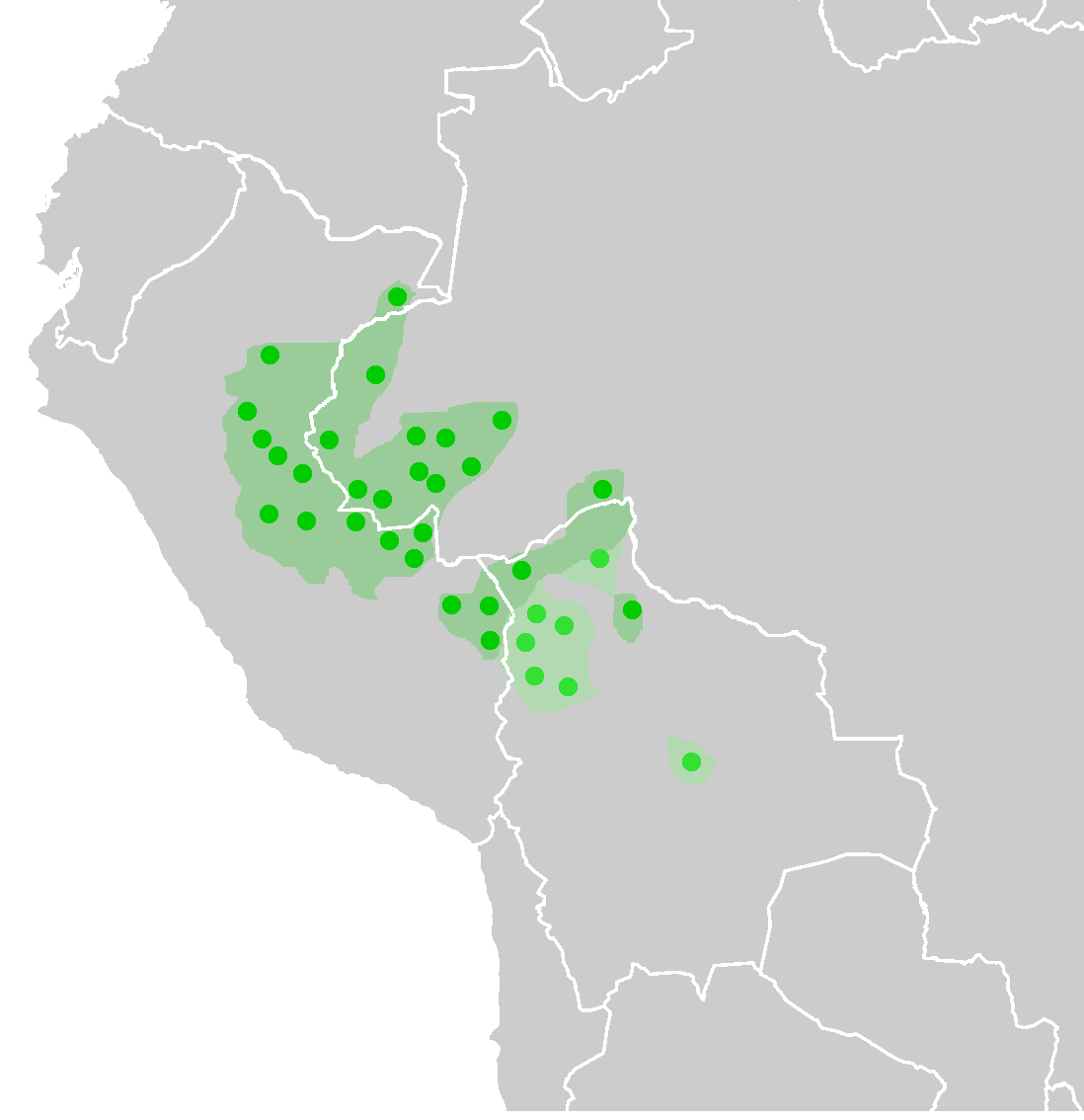
Langues panoanes (en vert foncé) et langues tacananes (en vert clair). Les cercles indiquent la localisation des langues modernes documentées.

Les langues panoanes (ou langues pano) sont une famille de langues amérindiennes d'Amérique du Sud, parlées en Amazonie dans l'Est du Pérou, dans le Nord-Ouest du Brésil et dans le Nord de la Bolivie. Cette famille est, avec les langues tacananes, une des deux branches des langues pano-tacananes.

## Dénomination
Le groupe linguistique est désigné par une de ses composantes, la langue pano, aujourd'hui éteinte. Cette langue était désignée par l'endonyme que se donnaient ses locuteurs. Ceux ci se désignaient en effet par le vocable de Panobo, c'est-à-dire les gens, le clan ou le peuple du grand tatou, animal appelé pano dans leur langue.

## Classification des langues panoanes
La classification interne des langues panoanes est encore mal connue :
- L'amahuaca (en)
- Le capanahua
- Le cashibo
- Le cashinahua
- Le chácobo
- Le huariapano ou panobo
- L'isconahua
- Le katukina
- Le kaxararí (en)
- Le korubo
- Le marinahua (en)
- Le marubo
- Le matses
- Le matis
- Le nukuini
- Le pacahuara
- Le pisabo
- Le poyanáwa
- Le shipibo-conibo
- Le yaminahua
- Le yora